# Owen Garvan
Owen Garvan (Dublino, 29 gennaio 1988) è un ex calciatore irlandese, di ruolo centrocampista.

## Carriera

### Nazionale
Ha giocato nella nazionale irlandese Under-21.

## Palmarès

### Club

#### Competizioni giovanili
- FA Youth Cup: 1

Ipswich Town: 2004-2005